# Dijleland

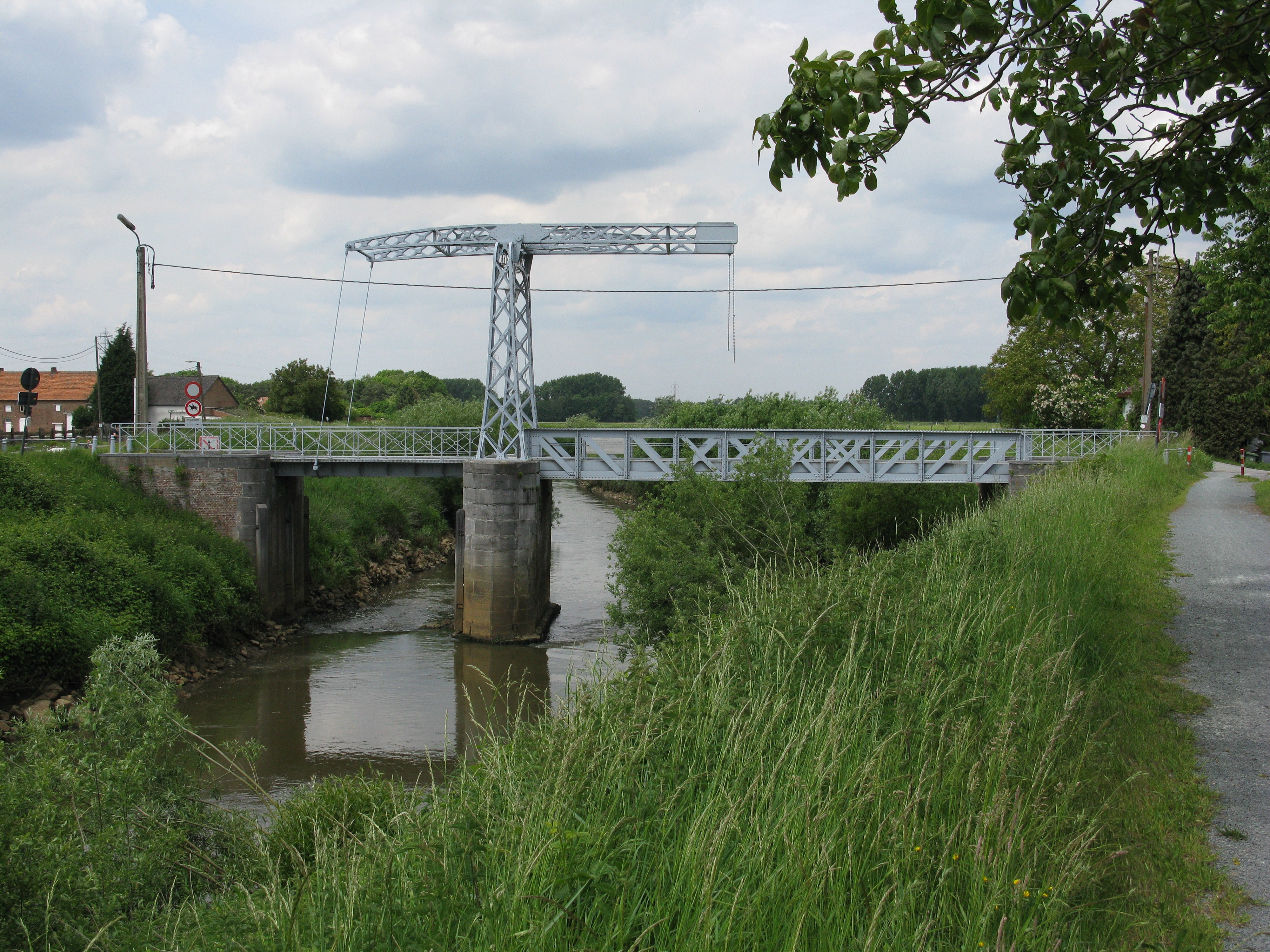
Die Oude Hansbrug überbrückt die Dijle zwischen Keerbergen und Haacht.

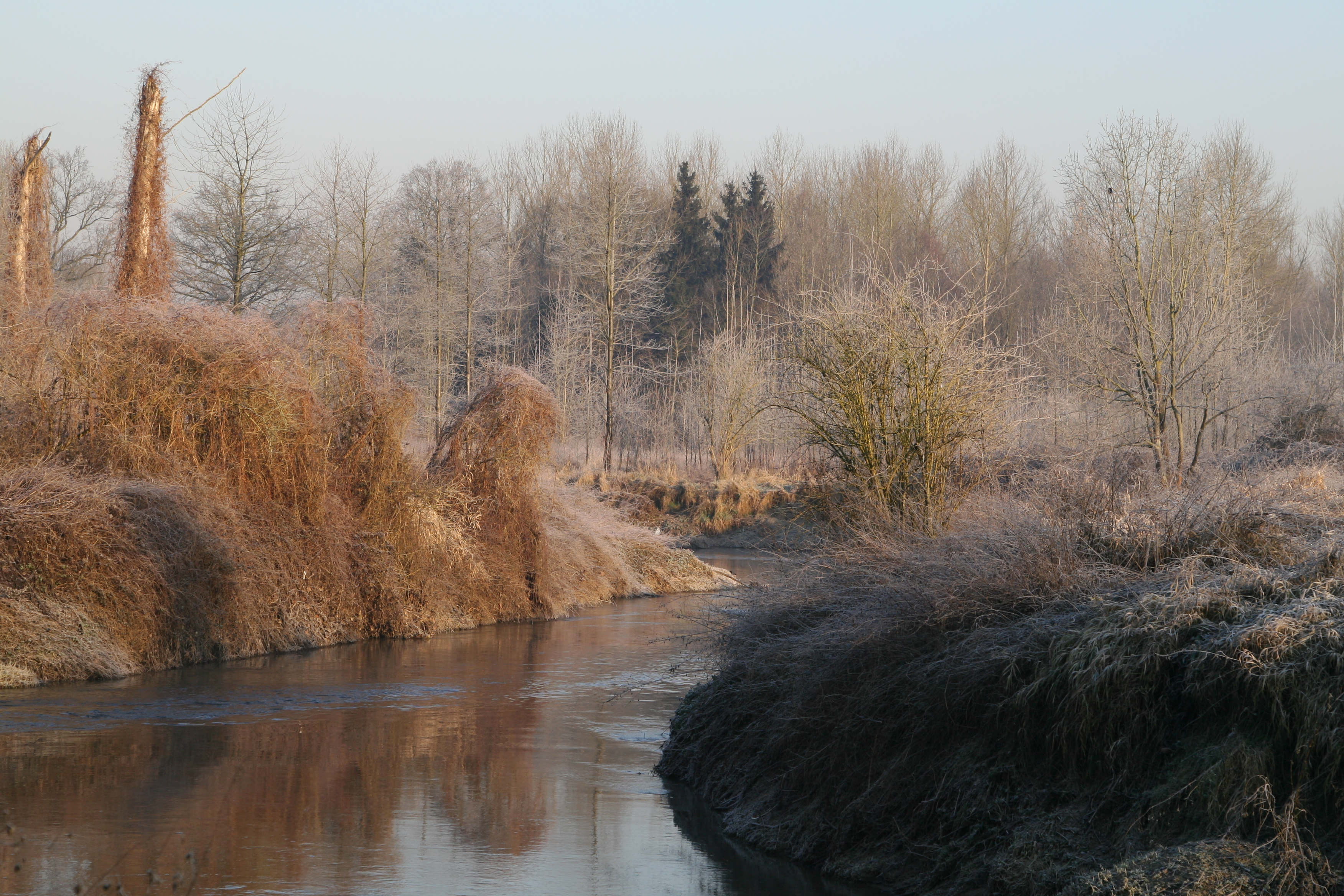
Die Ijse fließt bei Neerijse in die Dijle.

Dijleland lautet der Name eines Landstriches in Flandern,
der sich durch die Mitte der Provinz Flämisch-Brabant in Süd-Nord-Richtung zwischen Brüssel und Löwen erstreckt. Das Gebiet des Landstriches umfasst 14 Gemeinden.
Der Name der Gegend rührt vom Fluss Dijle her, dessen von Süd nach Nord verlaufendes Tal den Landstrich zum großen Teil am östlichen Rand durchzieht. Im Osten eigentlich begrenzt wird das Dijleland durch das Stadtgebiet von Löwen und das Hageland, welche den gesamten übrigen Ostteil der Provinz Flämisch-Brabant ausfüllen. Im Norden geht das Dijleland in die brabantischen Kempen über. Im Südosten, von Löwen in Richtung Oud-Heverlee, bilden die ausgedehnten Waldgebiete vom Meerdaalwoud, Heverleebos und Egenhovenbos (einst ein Teil des Kohlenwaldes) eine natürliche Begrenzung.
Das Dijleland (Rot) in der Provinz Flämisch-Brabant.
Die Namen der 14 Gemeinden im Dijleland lauten (von Nord nach Süd):
- Keerbergen, Boortmeerbeek, Haacht,
- Steenokkerzeel, Kampenhout, Herent,
- Zaventem, Kortenberg, Bertem,
- Tervuren, Huldenberg, Oud-Heverlee,
- Overijse, Hoeilaart

Die letztgenannten vier Gemeinden liegen im südlichen Abschnitt des Dijlelandes und formen die Druivenstreek. Das Dijleland selbst wiederum bildet den östlichen Teil des ländlichen grünen Gürtels (Groene Gordel), der die Hauptstadt Brüssel umgibt.

## Bilder aus dem Dijleland

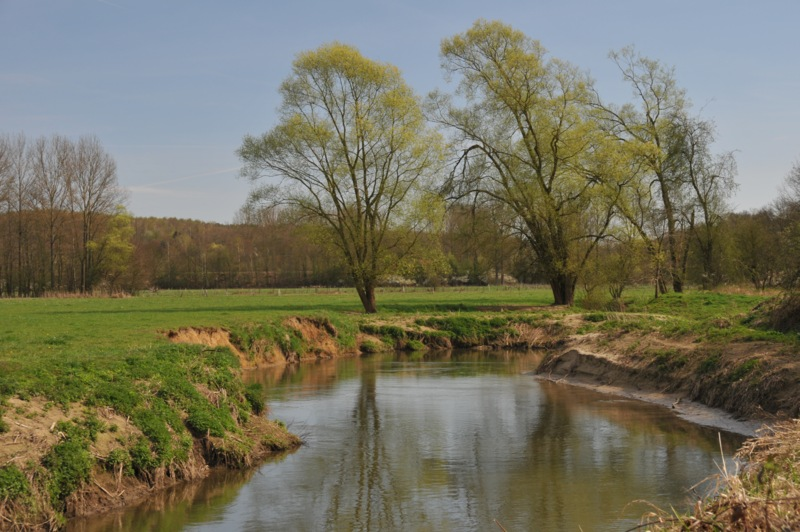
Die Dijle in Neerijse, Gem. Huldenberg.
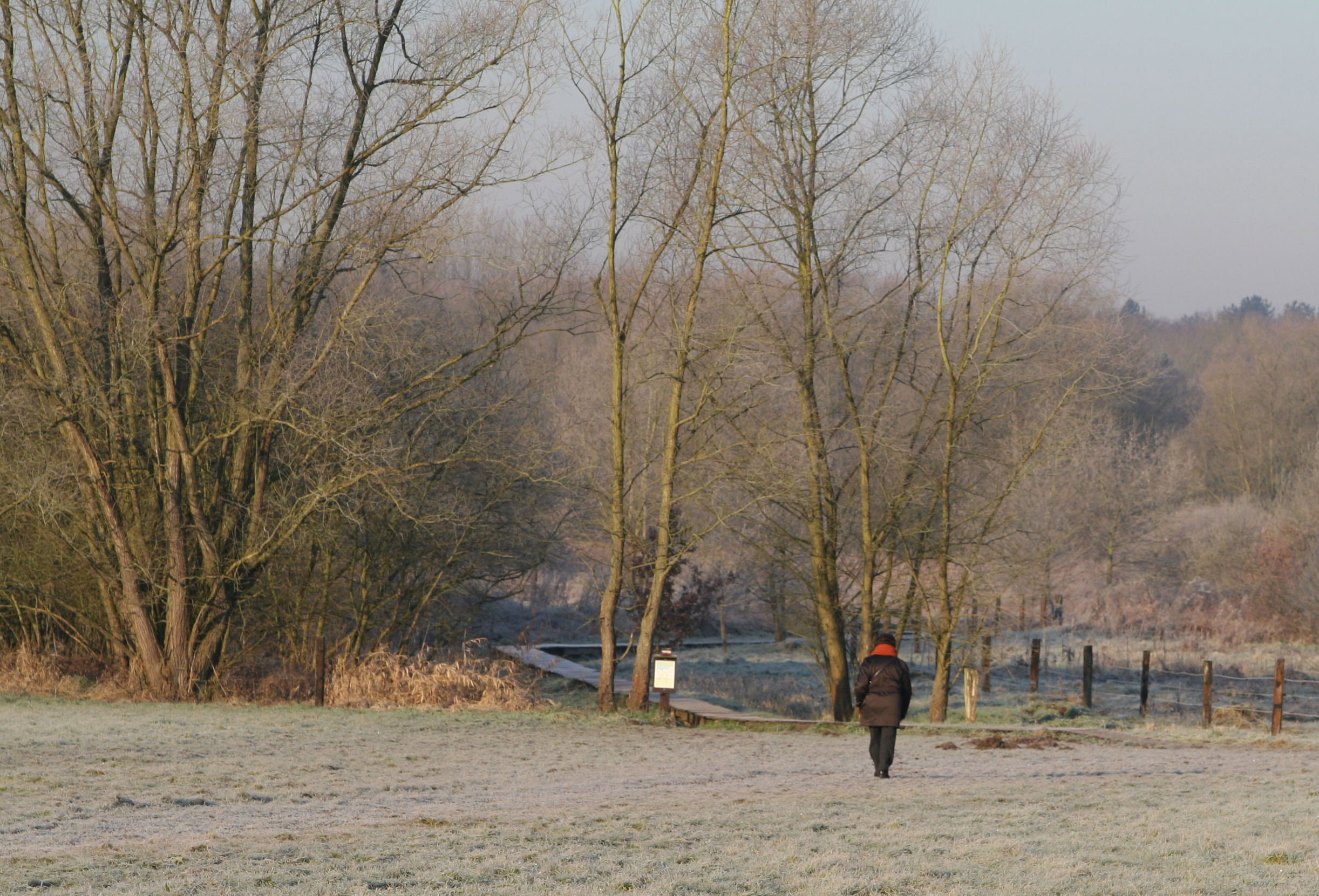
Das Tal der Dijle im Naturschutzgebiet in Neerijse.
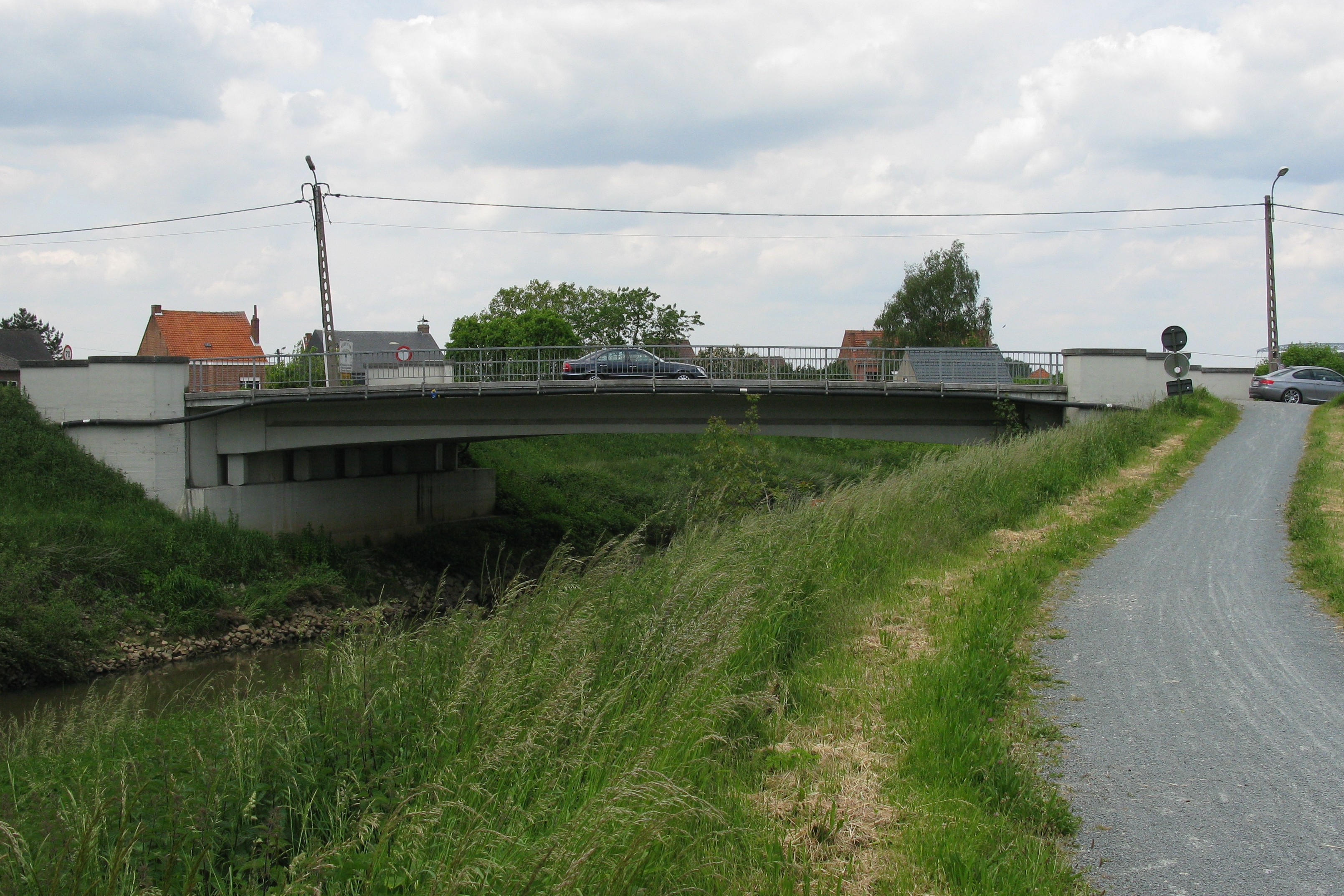
Die Nieuwe Hansbrug, die Dijle bei Keerbergen und Haacht überbrückend.
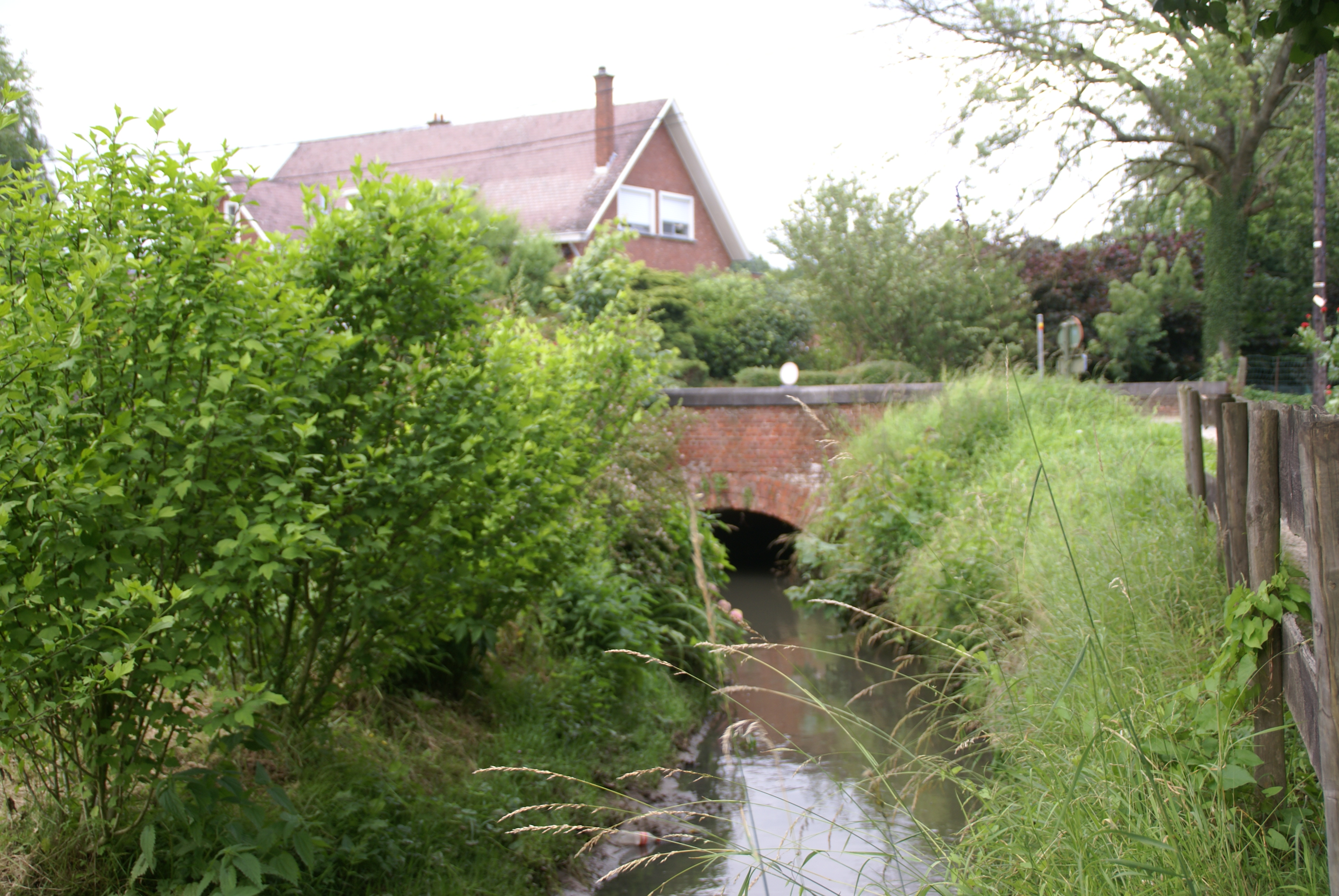
Die Voer in Leefdaal, Gem. Bertem
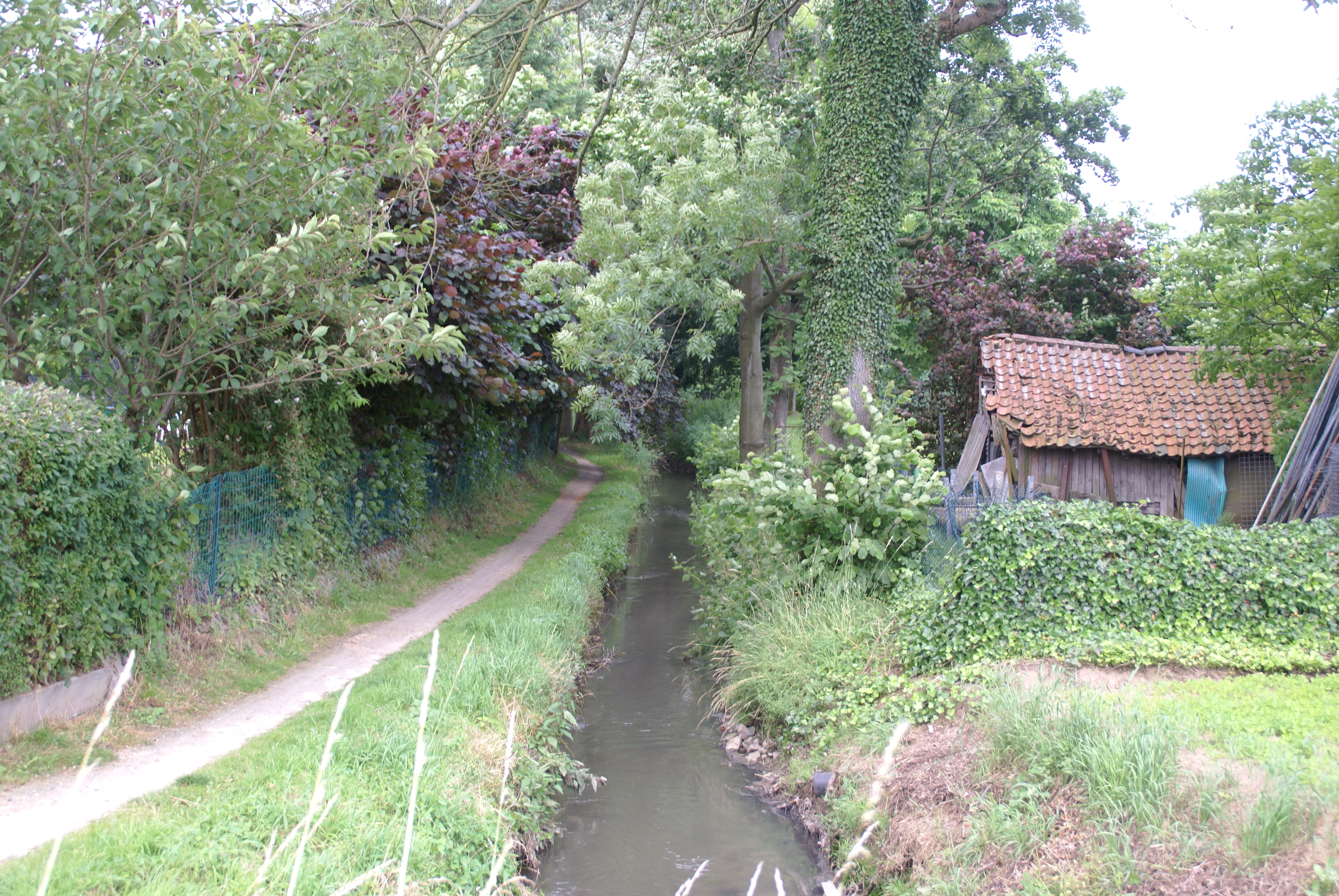
Die Voer in Leefdaal, Gem. Bertem
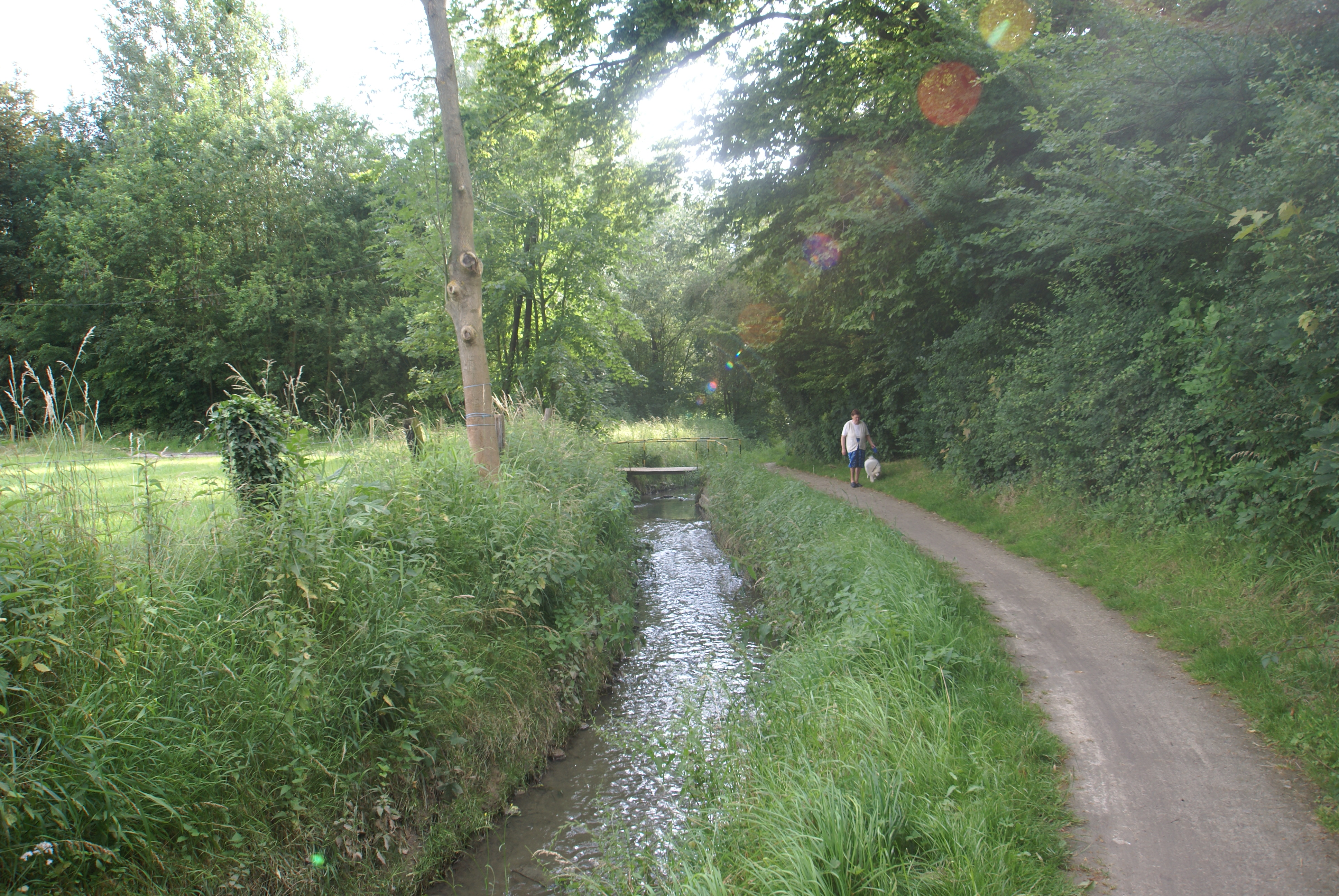
Die Voer in Vossem bei Tervuren
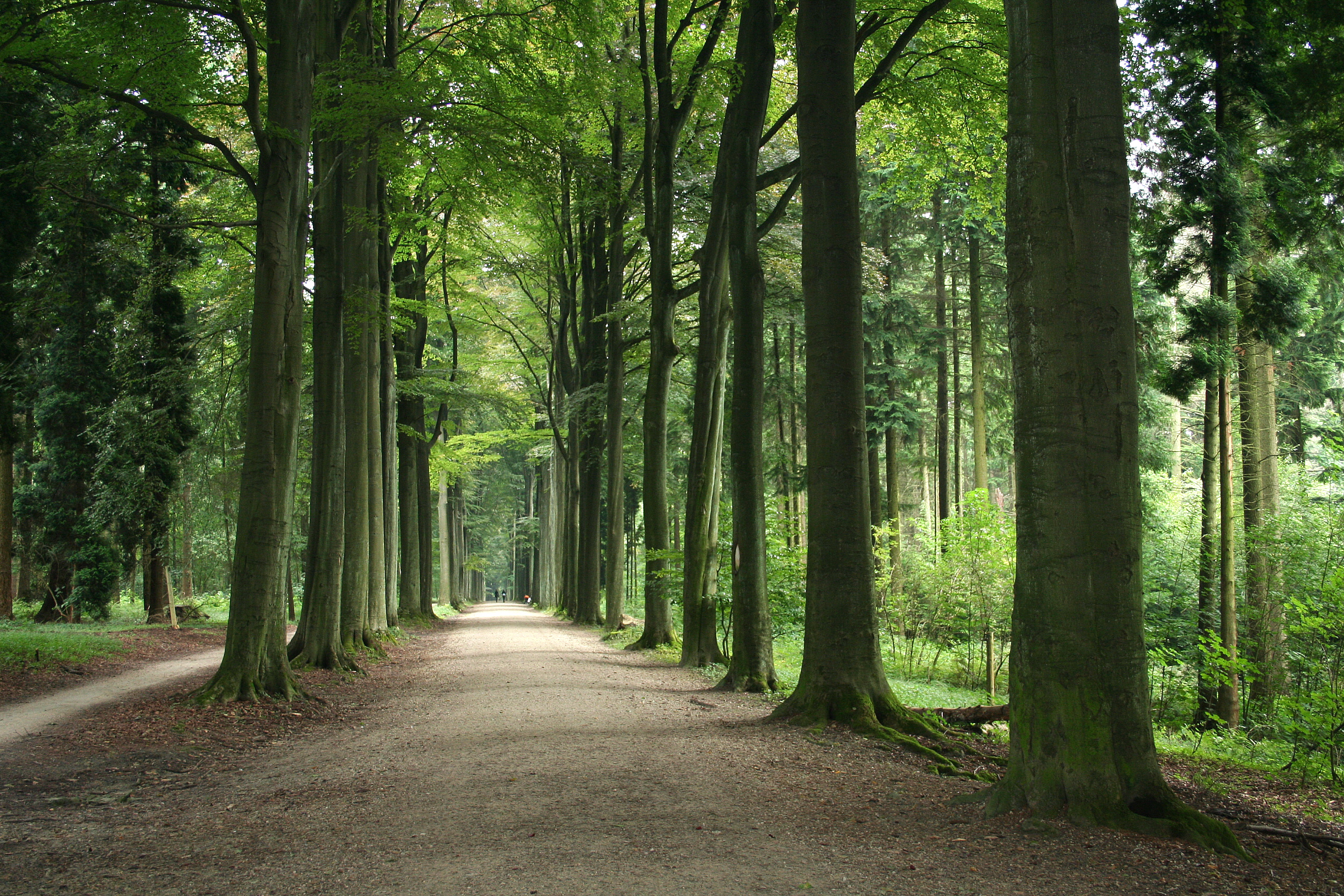
Buchenallee im Arboretum von Tervuren
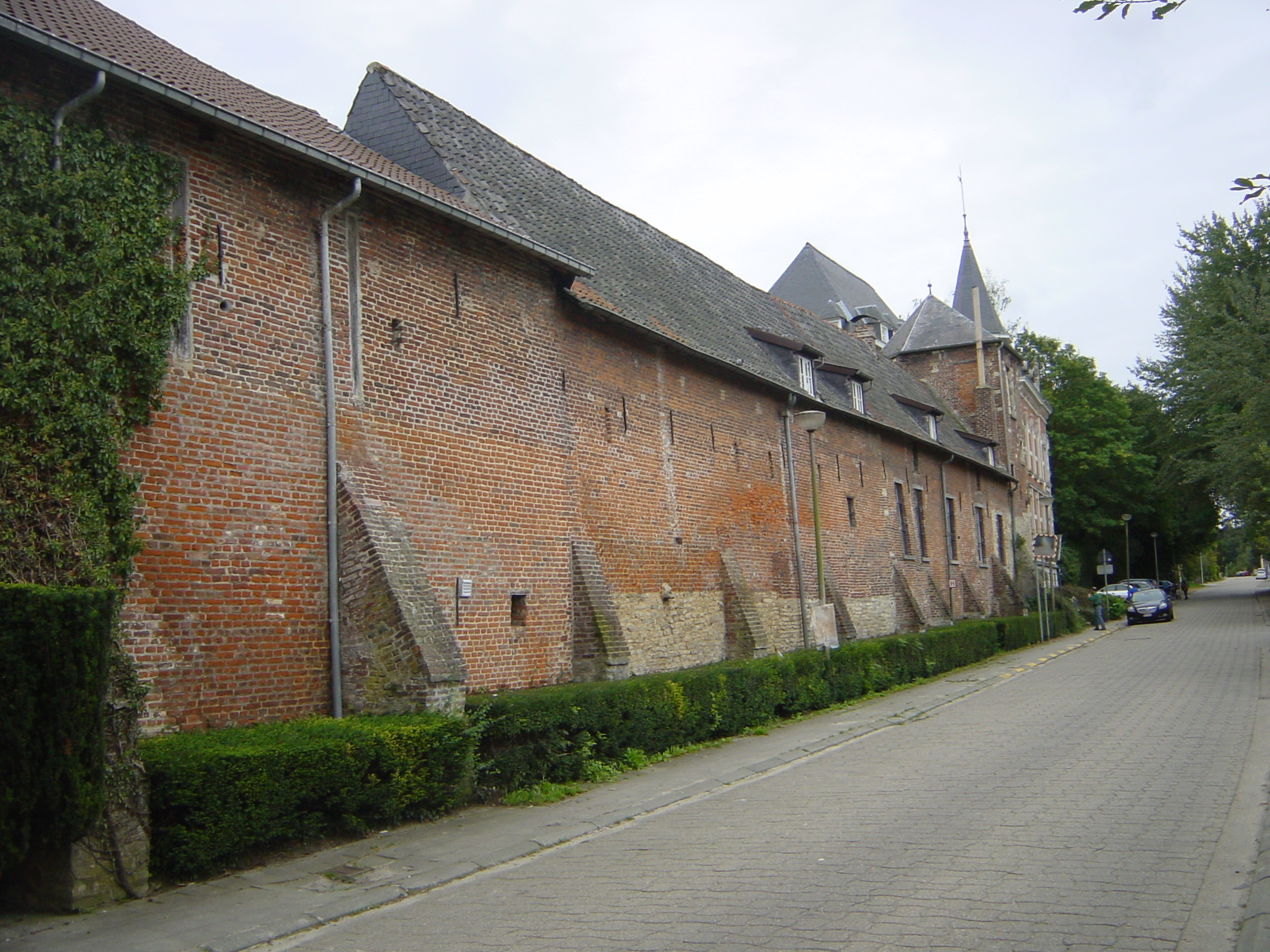
Robianokasteel und Hof Over ’t Water in Tervuren
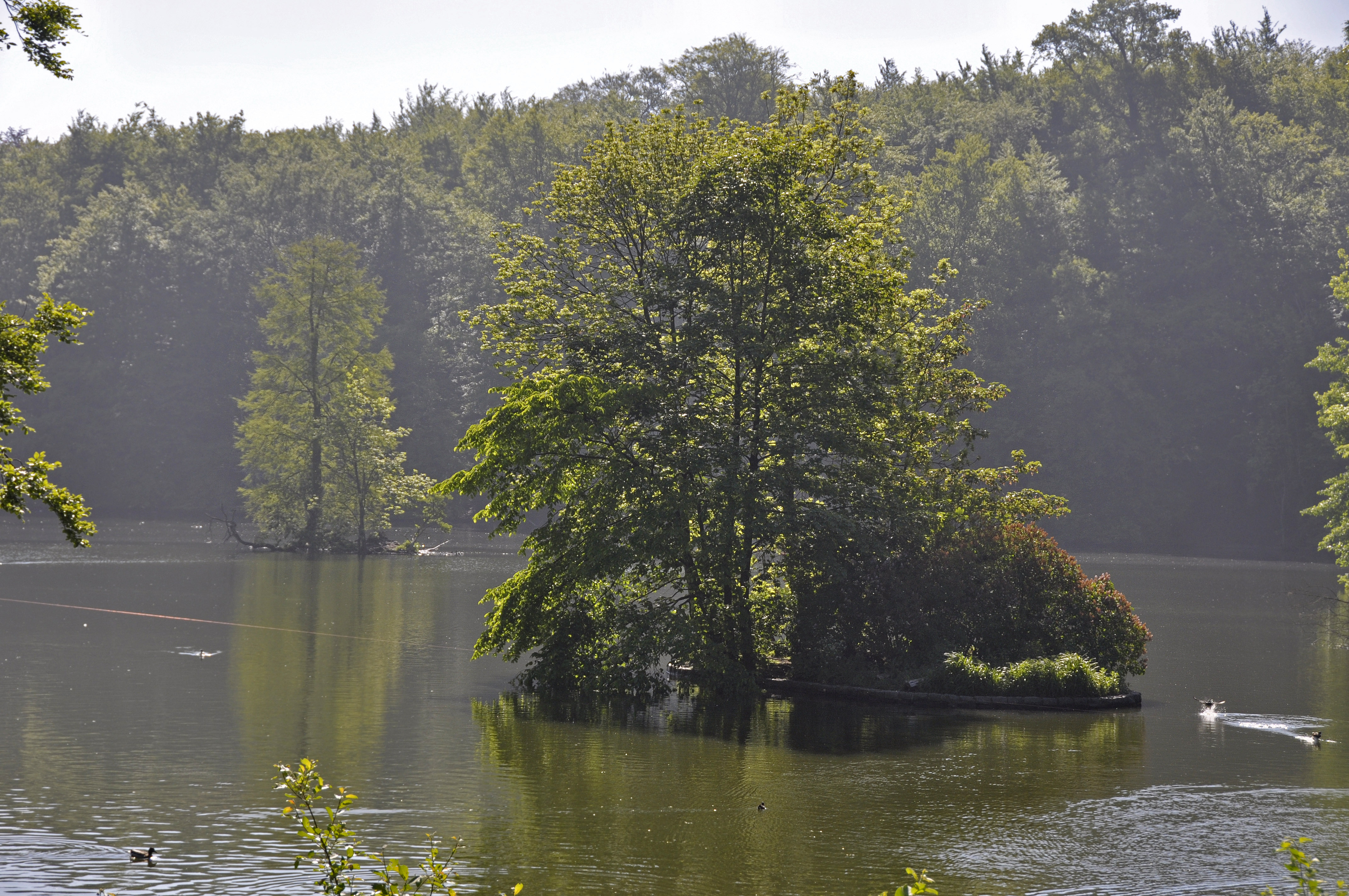
Der Kasteelvijver (Schlossweiher) in Tervuren
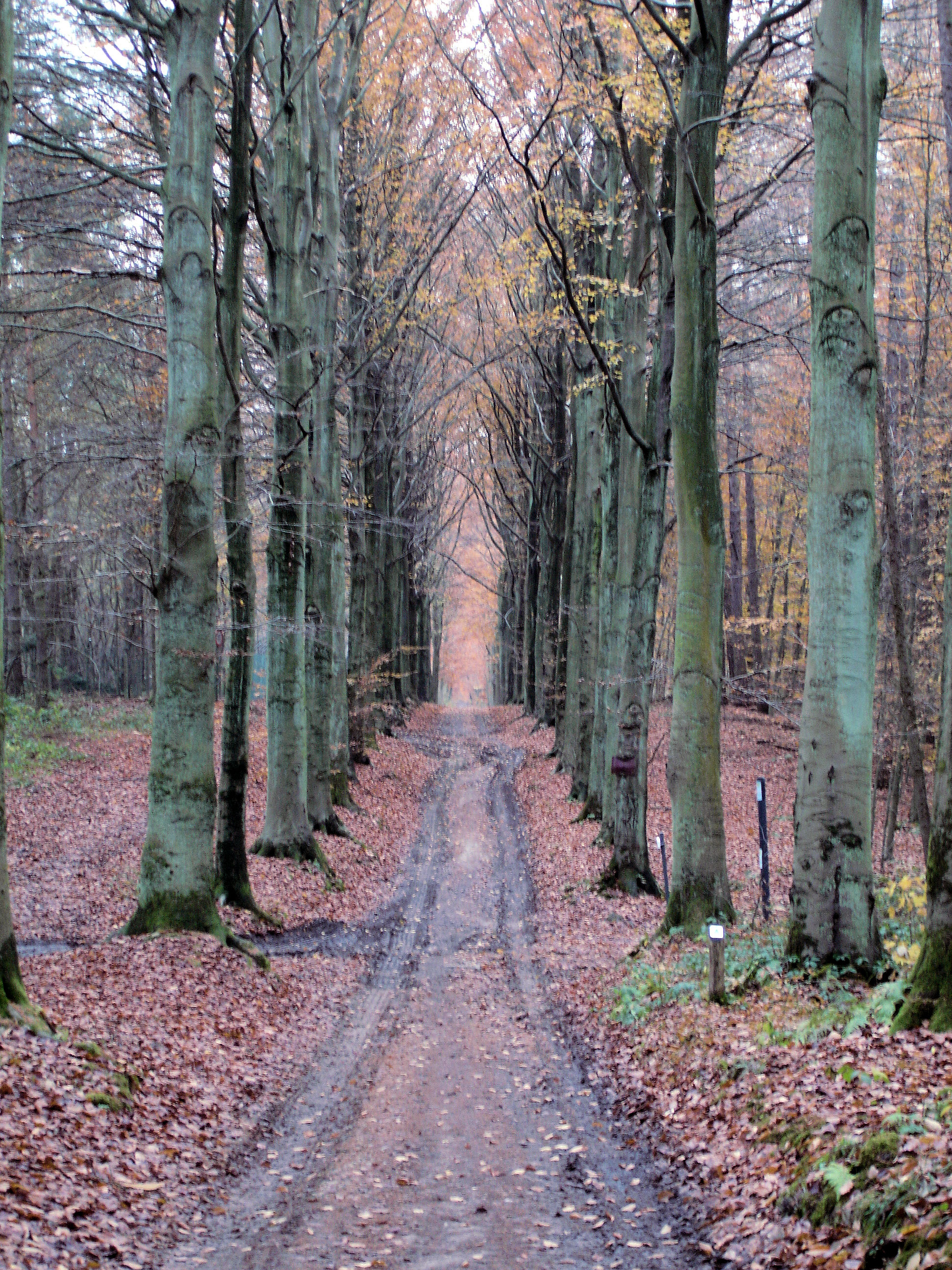
Der Meerdaal-Woud nahe Löwen
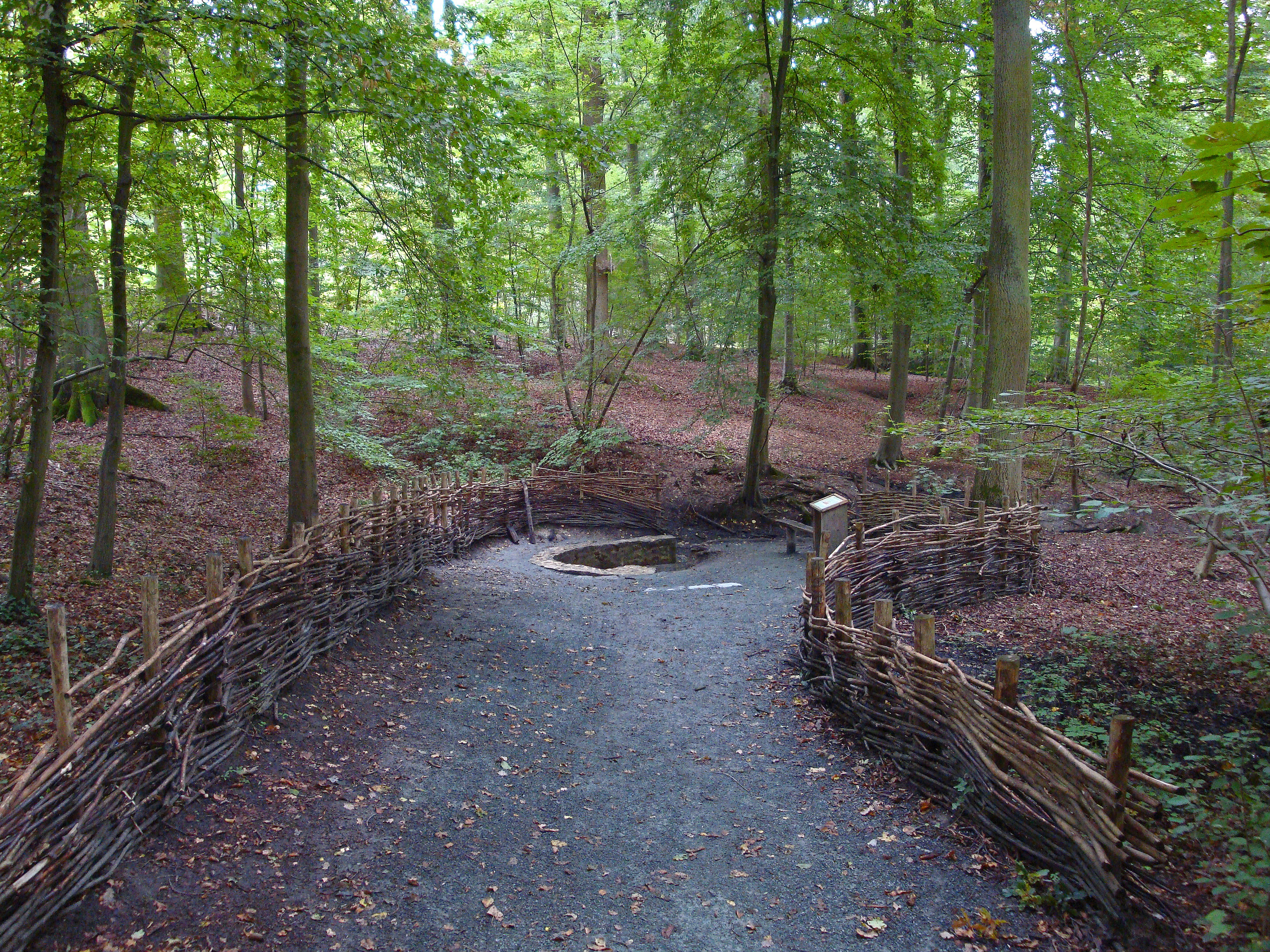
Die Minnebron im Heverleebusch, Gem. Oud-Heverlee
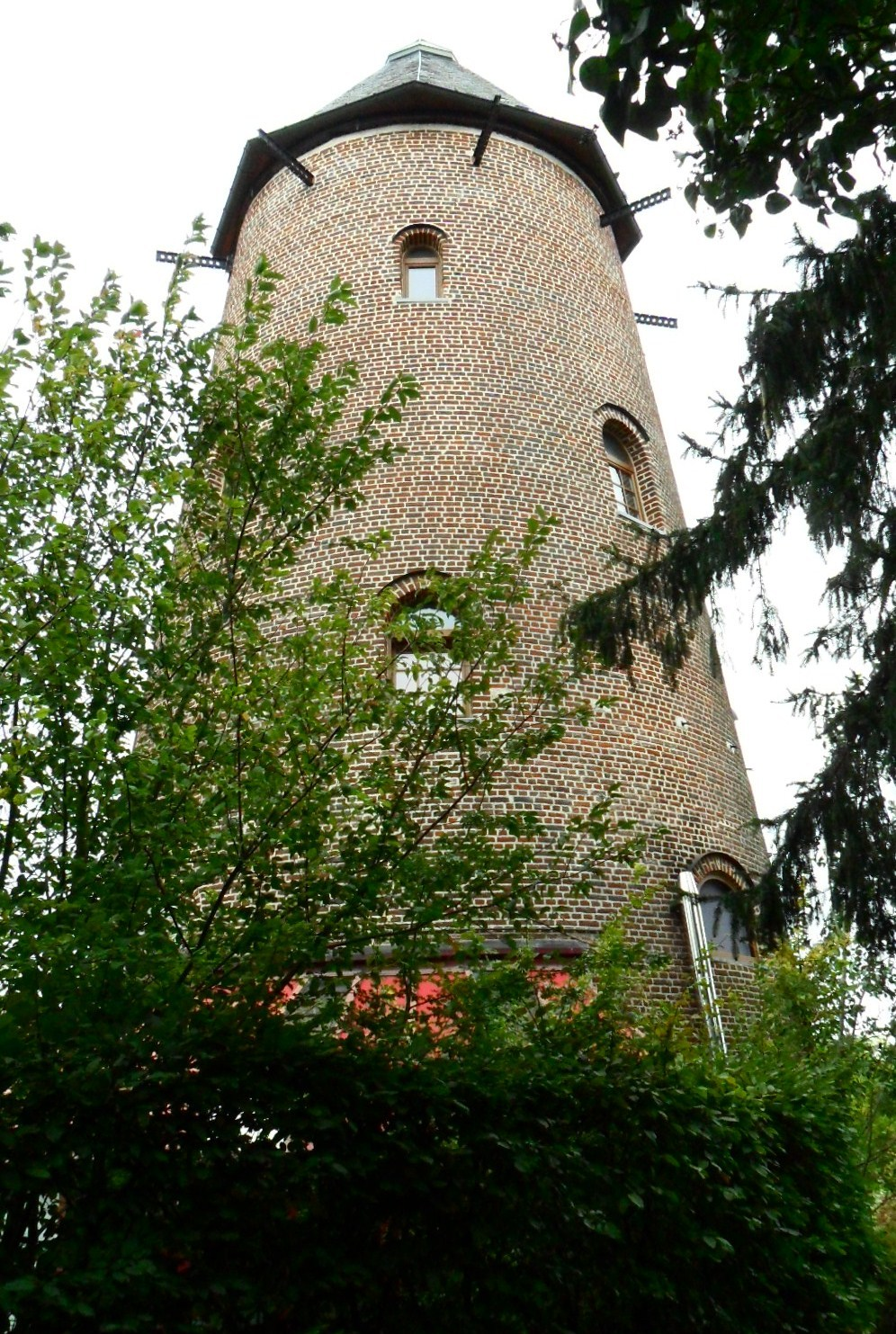
Die Ekstermolen, eine alte Windmühle in Oud-Heverlee

## Namhafte Personen
Vorfahren von Ludwig van Beethoven stammen aus Kampenhout bzw. Boortmeerbeek im Norden des Dijlelandes.